# Giovanni Soranzo

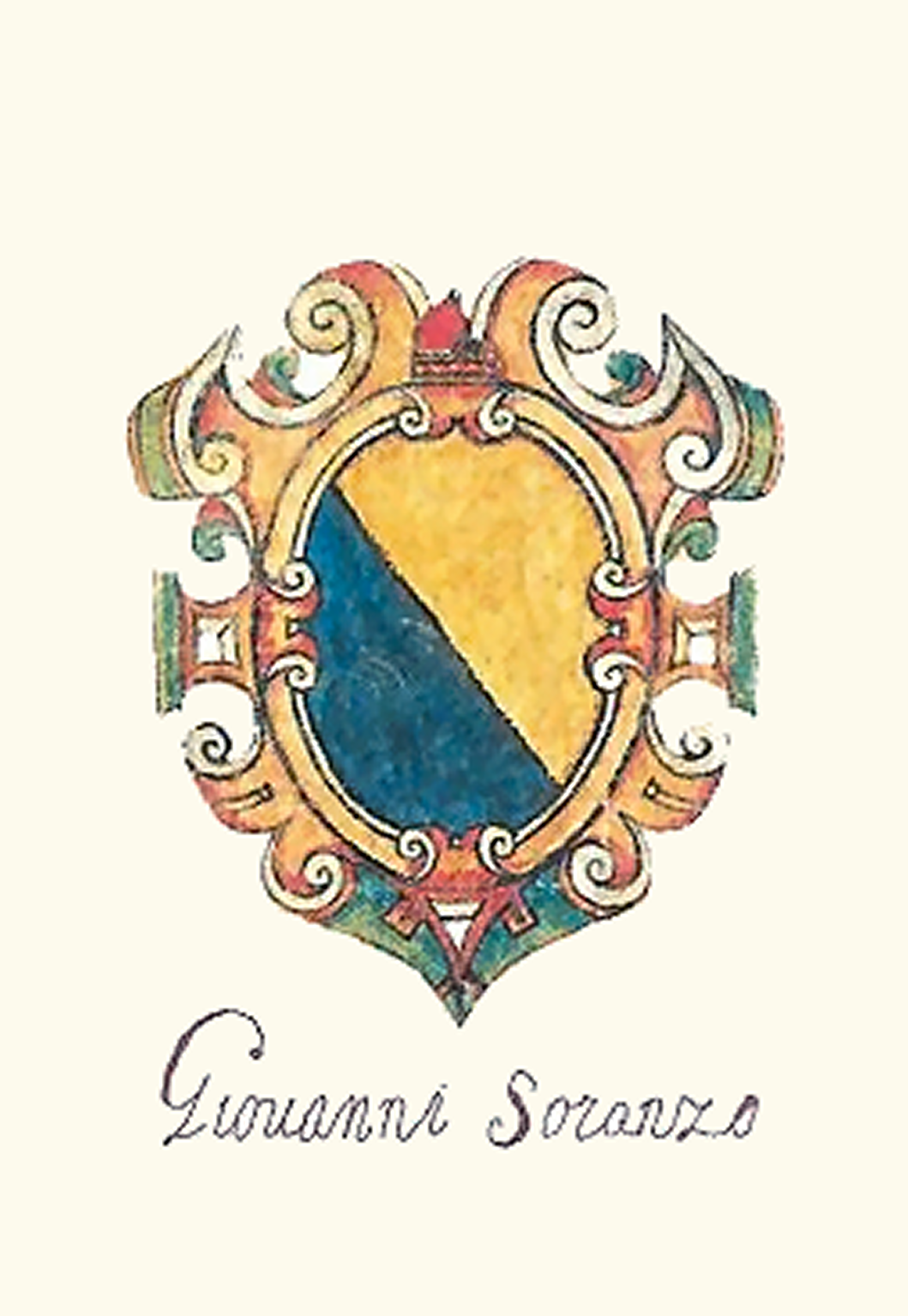
Giovanni Soranzo dózse címere

Giovanni Soranzo (Burano, 1240 – Velence, 1328. december 31.) a Velencei Köztársaság ötvenegyedik dózséja volt (1312-1328 között).

## Élete
Elődjének, Marino Zorzinak 1312 július 3-án bekövetkezettt halálakor rövid választási procedúra után július 13-án választották dózsénak a Buranóból származó ősi család leszármazottját. Soranzo 1240-ben született és megválasztása előtt kivételesen sikeres katonai karriert futott be. A ferrarai háború tábornoka, a genovaiak elleni harc admirálisa, Chioggia és Ferrara podestája volt. Ezenkívül jelentős szerepet játszott a Nagytanács ellen irányuló korábbi államcsínyek elfojtásában. Megválasztása után alig egy évvel sikerült elérnie az egyházi átok feloldását a későbbi dózse Francesco Dandolo segítségével, aki akkor Velence követeként V. Kelemen pápa avignoni udvarában tartózkodott. A város így visszanyerte nemzetközi tekintélyét, az isztriai és dalmáciai városok megújították hűségesküjüket, és a Velence ellen folyamatosan lázadást szító Aquileia patriarchája is átmenetileg elvesztette befolyását. Ezenkívül fontos kereskedelmi szerződéseket kötöttek például III. Jánossal Brabant hercegével és Brugge grófjával. Velence ipari termelése nőtt, a város kedvelt célpontja lett a vándorló mesterembereknek. A lakosság száma gyorsan növekedett, ezért a város szélén lévő mocsarak lecsapolásával megnövelték a lakott területet.
1319-ben felügyelőket neveztek ki a városhatodok (sestierék) élére, akik ellenőrizték, hogy az építkezések szabályosan folynak-e és nem kerül iszap, építési törmelék vagy szemét a csatornákba. 1316-ban a dózse két oroszlánt – Velence élő jelképe – kapott ajándékban II. Frigyes szicíliai királytól, melyeket a Dózse-palota  földszintjén egy ketreccé átalakított teremben helyeztek el. A később megszülető három oroszlánkölyök közül az egyiket a dózse Cangrande della Scalának, Verona urának küldte el ajándékba, mert ekkor a két város között nem voltak ellentétek, és Verona nem fenyegette Velence szárazföldi érdekeltségeit. 1321-ben a dózse vendégül látta Dante Alighierit, aki halála előtt egy hónappal Guido Novello da Polenta megbízásából követként járt a városban. Giovanni Soranzo uralkodásának utolsó éveit családi problémák árnyékolták be. Felesége, Francesca Molin a tiltás ellenére értékes ajándékokat fogadott el, aminek következtében eljárást indítottak ellene.
A dózse lánya, Soranza Nicoló Querini felesége volt, aki részt vett az 1310-es Tiepolo-féle összeesküvésben, ezért száműzték. Soranza követte férjét a száműzetésbe, majd bízva apja hatalmában 1314-ben Velencébe utazott, hogy meglátogassa családját, ezzel megszegve a Tízek Tanácsának parancsát. Ezért élete végéig egy, a Santa Maria delle Vergini menedékház közelében álló kis épületben kellett élnie, amit csak kivételes esetekben hagyhatott el. Időnként meglátogathatta az idős, betegeskedő dózsét uralkodásának utolsó hónapjaiban, de szabadságát sosem nyerte vissza. Giovanni Soranzo dózse 1328 december 31-én halt meg és a Szent Márk-székesegyház keresztelőkápolnájában temették el.
| Előző uralkodó: Marino Zorzi | Velencei dózse 1312-1328 | Következő uralkodó: Francesco Dandolo |